# 사막 탈출
사막 탈출(Ishtar)은 미국에서 제작된 일레인 메이 감독의 1987년 코미디, 모험, 뮤지컬 영화이다. 더스틴 호프만 등이 주연으로 출연하였고 워런 비티 등이 제작에 참여하였다.

## 출연

### 주연
- 더스틴 호프만
- 이자벨 아자니
- 워런 비티

### 조연
- 찰스 그로딘
- 잭 웨스톤
- 캐롤 케인

## 제작진
- 미술: 폴 실버트
- 의상: 안소니 포웰